# إدي إدواردز (عازف جاز)
إدي إدواردز (بالإنجليزية: Eddie Edwards)‏ هو عازف جاز أمريكي، ولد في 22 مايو 1891 في نيو أورلينز في الولايات المتحدة، وتوفي في 9 أبريل 1963 في نيويورك في الولايات المتحدة.

## وصلات خارجية
- إدي إدواردز على موقع ميوزك برينز (الإنجليزية)
- إدي إدواردز على موقع أول ميوزيك (الإنجليزية)
- إدي إدواردز على موقع ديسكوغز (الإنجليزية)